# Mercy Brown
Mercy Lena Brown (Exeter, Rhode Island, Estados Unidos, 1873-1892) fue una joven fallecida a causa de la tuberculosis pulmonar y que por sospechas de haberse convertido en un vampiro su cuerpo fue exhumado el 18 de marzo de 1892 en el cementerio de Chestnut Hill, en donde había sido sepultada, para sacarle el corazón y quemarlo.
Su caso es famoso en los anales del folclore de Estados Unidos por ser el más reciente y quizá el último con los cánones del mito del vampiro y en la literatura popular la llaman "la última vampiro de Nueva Inglaterra".

## Hechos

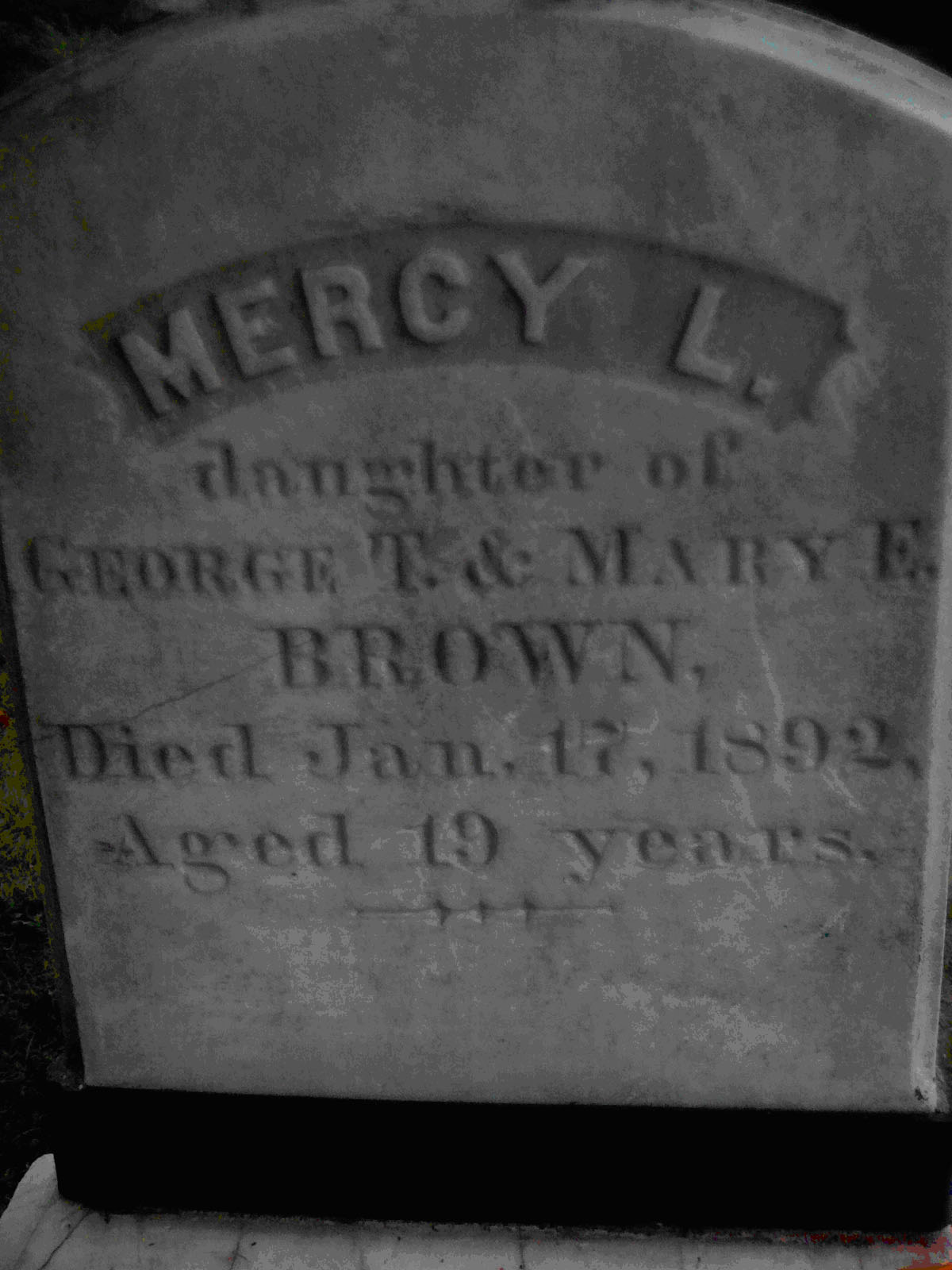
Lápida de la tumba de Mercy Brown en el cementerio de Chestnut Hill.

La tranquila existencia de la familia del granjero George Brown, padre de Mercy, se trastornó cuando víctima de una epidemia de tuberculosis empezó a sufrir la trágica muerte de sus miembros a intervalos relativamente cortos. En 1883 fallece la madre, Mary, seguida siete meses después por Mery Olive la hija menor. Siete años después Edwin, el hijo, presenta síntomas similares a las de su madre y hermana de lo que se llamaba entonces el mal de "consunción" o tisis galopante, por lo cual es enviado para la cura a un mejor clima en Colorado; pero retorna a su hogar, sin mejoría, cuando tiene noticias de que su hermana Mercy había sido atacada también por el mal por el cual fallece el 17 de enero de 1892 con 19 años de edad.
George Brown, el patriarca de la familia, para salvar a su hijo cuya enfermedad progresaba irremediablemente aceptó la apertura de las tumbas de su familia ante la sospechas de que habían sido víctimas de vampirismo aunque nunca aceptó estar convencido de ello. Al abrir las tumbas en presencia del médico de la familia se encontraron con que los restos de su esposa estaban momificados y los de la hija eran ya solo huesos. No así los de Mercy la fallecida nueve semanas atrás, cuyo aspecto rozagante con las uñas y el pelo crecidos, parecía confirmar las sospechas, por lo cual le sacaron el corazón y lo quemaron antes de volver a sepultarla. Algunos escritores mencionan la posibilidad de que el ritual incluyera el de hacerle beber a Edwin Brown una pócima preparada con las cenizas del corazón de su hermana, aunque eso no impidió su muerte el 2 de mayo de ese mismo año.
El caso fue difundido en los diarios como The Providence Journal, suscitando controversia y críticas por las decisiones y acciones realizadas.

## Mercy Brown en la cultura contemporánea
Su historia es infaltable en Halloween y los rumores señalan que en su tumba, que es visitada y recibe ofrendas de flores y pequeñas calabazas, se presentan fenómenos paranormales.
El 16 de agosto de 1996 la tumba fue objeto de vandalismo, desapareciendo su lápida que fue recuperada cinco días después.

## Mercy Brown y la ficción
El escritor irlandés Bram Stoker en un viaje a Estados Unidos al parecer conoció el caso y entre sus pertenencias tenía recortes de periódico relacionados con el mismo, por lo cual algunos suponen que los hechos le sirvieron en parte de inspiración para su famosa novela Drácula publicada en 1897.
El escritor de Providence Howard Phillips Lovecraft se refiere al caso en su relato "The Shunned House".